# Wilmar Cabrera
Wilmar Rubens Cabrera Sappa (Cerrillos, 1959. július 31. – ) uruguayi válogatott labdarúgó.

## Pályafutása

### Klubcsapatban
1980 és 1983 között a Nacionalban játszott, melynek tagjaként két bajnoki címet (1980, 1983) szerzett és 1980-ban megnyerte a Libertadores-kupát és a Interkontinentális kupát. 1983 és 1984 között a Millonarios játékosa volt Kolumbiában. 1984 és 1986 között a spanyol Valencia labdarúgója volt. 1986 és 1987 között a francia Nice, 1987 és 1988 között a spanyol Sporting Gijón, 1989 és 1990 között pedig a mexikói Necaxa csapatát erősítette. 1991-ben a Nacionalhoz szerződött, mellyel 1992-ben újabb bajnoki címet szerzett. 1993-ban a Huracán Buceo, 1995-ben Rampla Juniors játékosa volt. 1996-ban a River Plate Montevideóban fejezte be a pályafutását.   

### A válogatottban
1983 és 1986 között 21 alkalommal szerepelt az uruguayi válogatottban és 4 gólt szerzett. Tagja volt az 1983-as Copa Américán győztes válogatott keretének és részt vett és az 1986-os világbajnokságon.

## Sikerei
Nacional
- Uruguayi bajnok (3): 1980, 1983, 1992
- Copa Libertadores (1): 1980
- Interkontinentális kupa (1): 1980

Uruguay
- Copa América győztes (1): 1983